# Rubén Darío
Félix Rubén García Sarmiento, Metapa (danas Ciudad Darío, Nikaragva), 18. siječnja 1867. - León, Nikaragva, 6. veljače 1916.), bio je nikaragvanski pjesnik koji je pisao pod pseudonimom Rubén Darío. Njegova poezija unijela je snagu i energiju, u monotonu španjolsku poeziju tog vremena. 
Rubén je proveo veliko dio svog života izvan Nikaragve radeći kao novinar i diplomat. U Čileu je 1888. objavio Azul koji je jedno od prvih djela španjolsko-američkog modernizma.